# Naomi Pierce

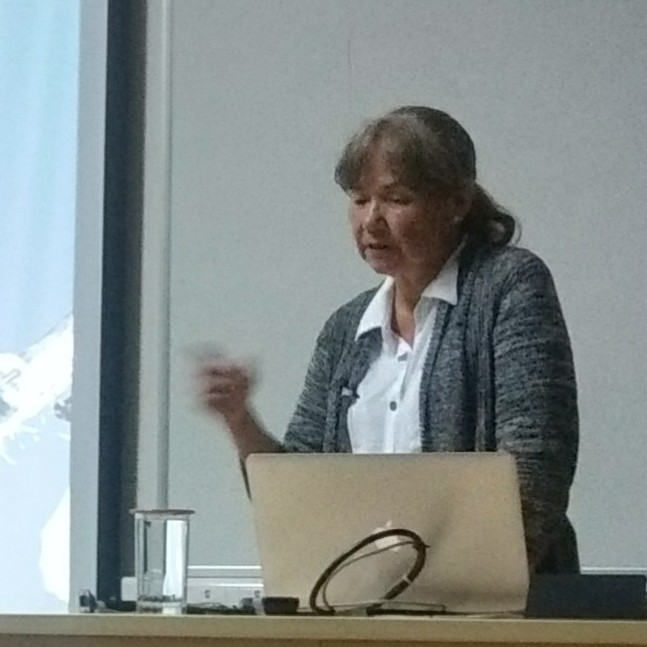
Naomi Pierce bei einem Vortrag in Indien (2018)

Naomi Ellen Pierce (* 1954 in Colorado) ist Professorin für Biologie am Museum für vergleichende Zoologie der Harvard University, eine  einst von Vladimir Nabokov gehaltene Position.
Pierce untersucht die Beziehung zwischen Schmetterlingslarven und Ameisen sowie die genetischen Trends innerhalb der Spezies, um den Entwicklungsprozess zu verstehen.

## Leben
Naomi Pierce wurde 1954 als Tochter eines Geophysikers in Colorado geboren.

### Bildung
1972 hat Naomi Pierce ihr Bachelorstudium in Geisteswissenschaften angefangen und später zur Biologie gewechselt. Der Kurs wurde vom Ökologen und Evolutionsbiologen Charles Remington unterrichtet. 1976 hat Pierce ihren Bachelor in Biologie an der Yale University abgeschlossen. Nach dem Studienabschluss hat sie zusammen mit Charles Remington Schmetterlinge in Japan, den Philippinen, Thailand, Java, Bali und Australien untersucht.
1977 kam Naomi Pierce ins Museum of Comparative Zoology, das damals von Edward O. Wilson und Bert Hölldobler geleitet wurde, um dort zu promovieren. Während ihrer Dissertation machte Naomi E. Pierce bahnbrechende Beiträge auf dem Gebiet der Insekten-Verhaltensökologie, indem sie die Symbiose zwischen den Arten und die Auswirkungen, die dies auf Interaktionen zwischen den Arten und Diversifikation hatte, untersuchte. Seitdem hat sie sich auf das Gebiet der Entomologie und Evolutionsbiologie konzentriert und rückte dabei immer Insekten in den Mittelpunkt ihrer Forschung.
1983 bekam sie ihren Doktorgrad in Harvard.

### Karriere
Zwischen 1984 und 1986 arbeitete sie als Recherchelehrende an der Christ Church in Oxford und hat an einer Recherche mit der NATO in der Abteilung für Zoologie in Oxford teilgenommen.
1986 zog sie nach Princeton, um zwischen 1986 und 1989 als Assistentin und dann von 1989 bis 1990 als mitarbeitende Professorin der Biologie an der Princeton University zu arbeiten.
1991 wurde sie zur Hessel-Professorin und zur Kuratorin der Lepidoptera ernannt.

### Familie
Ihr Großvater Ishizaka Yōjirō (1900–1986) war ein bekannter japanischer Schriftsteller.
Ihre Schwester Tomi Pierce (1953–2010) war eine Schriftstellerin und später auch Produzentin von Videospielen wie Prince of Persia und The Last Express.
Naomi Pierce ist mit dem britischen Biologen Andrew Berry verheiratet; sie haben zwei Zwillingstöchter.

## Leistungen
Naomi E. Pierce studiert die  Bläulinge. Sie arbeitet zusammen mit einer Gruppe von Biologen der Harvard-Universität im Pierce Lab, in dem sich die Forschung auf die Ökologie und die Evolution von Wechselbeziehungen zwischen den Arten konzentriert. Die Forscher untersuchen die Interaktionen zwischen Insekten und Pflanzen, Symbiosen zwischen Ameisen und anderen Organismen und Endosymbiosen zwischen Ameisen und ihren bakteriellen Mitarbeitern. Sie untersuchen auch die Entstehungsgeschichte von Insekten und nutzen die gesammelten Erfahrungen bei der Forschung zur Lebensgeschichte, Evolution und Biogeographie.

### Untersuchung der ArtJalmenus evagoras
In Australien erforschte Naomi E. Pierce die Art Jalmenus evagoras, deren Beziehung mit Ameisen als ein Mustersystem für die Studie von zwischenspezifischen Wechselwirkungen, chemische Kommunikation, Mutualismus und die Evolution von komplizierten Lebensgeschichtscharakterzügen gedient hat. In Experimenten erzog Naomi E. Pierce einige Raupen unter Feldbedingungen mit ihren begleitenden Ameisen und andere ohne Ameisen. Die Ergebnisse waren für Pierce spektakulär. Ungefähr eine von hundert Raupen, die mit Ameisen erzogen wurden, hat bis zur Reife überlebt, während bei denjenigen, die ohne Ameisen erzogen wurden, nur eine von 10.000 überlebt hat.

### Forschung der Ameisengeschichte
Zusammen mit einer Forschergruppe aus der Harvard-Universität hat Naomi E. Pierce den Stammbaum der Tiere rekonstruiert. Dafür wurde die DNA von sechs Genen aus 139 repräsentativen Ameisenarten verglichen. Das Ziel dieser Forschung war, auf der Basis von 43 Fossilien aus unterschiedlichen Stadien der Ameisengeschichte Schlüsselereignisse in der Evolution der Tiergruppe zu datieren. Pierce und ihre Mitarbeiter Corrie Moreau und Charles D. Bell waren die ersten, die die Herkunft der Ameisen auf 140.000.000 bis 168.000.000 Jahre mit Hilfe von molekularen Sequenzdaten zurückführen konnten. Das ist 40 Millionen Jahre älter als in früheren Schätzungen.

### Das BuchBiology: How Life Works
Das Buch Biology: How Life Works wurde von Naomi Pierce zusammen mit James R. Morris, Daniel L. Hartl, Andrew H. Knoll, Robert A. Lue, Andrew Berry, Andrew Biewener, Brian Farrell, N. Michele Holbrook und Alain Viel im Jahr 2012 als eine moderne Ressource über Biologie für Studenten geschrieben. Biologie: How Life Works wurde nicht als Nachschlagewerk für die gesamte Biologie, sondern als eine Quelle für grundlegende Konzepte, Begriffe und Experimente vorgesehen. Dies ermöglicht es den Studierenden kritische Konzepte leichter zu identifizieren, zu verstehen und auch anzuwenden.

## Auszeichnungen
Naomie E. Pierce empfing Auszeichnungen wie den Fulbright Fellowship und den MacArthur Award. Sie ist Mitglied der American Association for the Advancement of Science und der Harvard Society of Fellows. 2016 erhielt sie die Addison-Emery-Verrill-Medaille, 2018 wurde sie in die American Academy of Arts and Sciences gewählt, für 2019 wurde ihr der Internationale Preis für Biologie zugesprochen. 2023 wurde Pierce zum Mitglied der National Academy of Sciences gewählt.

## Publikationen (Auswahl)
- Let the Right One In: A Microeconomic Approach to Partner Choice in Mutualisms. Autoren: Marco Archetti, Francisco Úbeda de Torres, Drew Fudenberg, Jerry Green, Naomi E. Pierce, Douglas W. Yu. Veröffentlicht in The American Naturalist 177.1, 2011.
- Asynchronous Diversification in a Specialized Plant-Pollinator Mutualism. Autoren: Santiago R. Ramírez, Thomas Eltz, Mikiko K. Fujiwara, Günter Gerlach, Benjamin Goldman-Huertas, Neil D. Tsutsui, Naomi E. Pierce. Veröffentlicht in Science, vol. 333, 2011.
- Reply to Kiers et al.: Economic and biological clarity in the theory of mutualism. Autoren: E. G. Weyl, M. E. Frederickson, D. W. Yu, N. E. Pierce. Veröffentlicht in Proceedings of The National Academy of Sciences – PNAS, vol. 108, S. 8–E8, 2011.
- Nine novel microsatellite markers for the army ant Simopelta pergandei (subfamily Ponerinae). Autoren: Daniel J. C. KronauerJacobus, Jacobus J. Boomsma, Naomi E. Pierce. Veröffentlicht in Conservation Genetics Resources, vol. 3, no. 1, S. 61–63, 2011.
- A phylogenetic revision of the Glaucopsyche section (Lepidoptera: Lycaenidae), with special focus on the Phengaris–Maculinea clade. Autoren: L. V. Ugelvig, R. Vila, N. E. Pierce, D. R. Nash. Veröffentlicht in Molecular Phylogenetics and Evolution – MOL PHYLOGENET EVOL, vol. 61, no. 1, S. 237–243, 2011.
- Myrmecophiles. Autoren: Daniel J. C. Kronauer, Naomi E. Pierce. Veröffentlicht in Current Biology – CURR BIOL, vol. 21, no. 6, S. R208–R209, 2011.
- Economic contract theory tests models of mutualism. Autoren: E. G. Weyl, M. E. Frederickson, D. W. Yu, N. E. Pierce. Veröffentlicht in  Proceedings of The National Academy of Sciences – PNAS, vol. 107, no. 35, 2010.
- Phylogeny, diversification patterns and historical biogeography of euglossine orchid bees (Hymenoptera: Apidae): PHYLOGENY OF ORCHID BEES. Autoren: Santiago R. Ramirez, David W. Roubik, Charlotte Skov, Naomi E. Pierce. Veröffentlicht in  Biological Journal of The Linnean Society – BIOL J LINN SOC, vol. 100, no. 3, S. 552–572, 2010.
- A molecular phylogeny of the stingless bee genus Melipona (Hymenoptera: Apidae). Autoren: Santiago R. Ramírez, James C. Nieh, Tiago B. Quental, David W. Roubik, Vera L. Imperatriz-Fonseca, Naomi E. Pierce. Veröffentlicht in  Molecular Phylogenetics and Evolution – MOL PHYLOGENET EVOL, vol. 56, no. 2, S. 519–525, 2010.
- From the Cover: Economic contract theory tests models of mutualism. Autoren: E. G. Weyl, M. E. Frederickson, D. W. Yu, N. E. Pierce. Veröffentlicht in  Proceedings of The National Academy of Sciences – PNAS, vol. 107, pp. 15712–15716, 2010.
- Are Mutualisms Maintained by Host Sanctions or Partner Fidelity Feedback? Autoren: Naomi Ellen Pierce, Megan E. Frederickson, Douglas W. Yu, Eric Glen Weyl, 2010.
- SPECIALIZATION AND GEOGRAPHIC ISOLATION AMONG WOLBACHIA SYMBIONTS FROM ANTS AND LYCAENID BUTTERFLIES. Autoren: Jacob A. Russell, Benjamin Goldman-Huertas, Corrie S. Moreau, Laura Baldo, Julie K. Stahlhut, John H. Werren, Naomi E. Pierce. Veröffentlicht in  Evolution, vol. 63, no. 3, S. 624–640, 2009.
- Bacterial gut symbionts are tightly linked with the evolution of herbivory in ants. Autoren: Jacob A. Russell, Corrie S. Moreau, Benjamin Goldman-Huertas, Mikiko Fujiwara, David J. Lohman, Naomi E. Pierce. Veröffentlicht in  Proceedings of The National Academy of Sciences – PNAS, vol. 106, no. 50, S. 21236–21241, 2009.
- The double cloak of invisibility: phenotypic plasticity and larval decoration in a geometrid moth, Synchlora frondaria, across three diet treatments. Autoren: Michael R. Canfield, Susan M. Chang, Naomi E. Pierce. Veröffentlicht in Ecological Entomology – ECOL ENTOMOL, vol. 34, no. 3, S. 412–414, 2009.
- Bacterial gut symbionts are tightly linked with the evolution of herbivory in ants. Autoren: J. A. Russell, C. S. Moreau, B. Goldman-Huertas, M. Fujiwara, D. J. Lohman, N. E. Pierce. Veröffentlicht in  Proceedings of The National Academy of Sciences – PNAS, vol. 106, S. 21236–21241, 2009.
- Exploring phenotypic plasticity and biogeography in emerald moths: A phylogeny of the genus Nemoria (Lepidoptera: Geometridae). Autoren: Michael R. Canfield, Erick Greene, Corrie S. Moreau, Nancy Chen, Naomi E. Pierce. Veröffentlicht in Molecular Phylogenetics and Evolution – MOL PHYLOGENET EVOL, vol. 49, no. 2, S. 477–487, 2008.
- Delicious poison: genetics of Drosophila host plant preference. Autoren: Noah K. Whiteman, Naomi E. Pierce. Veröffentlicht in Trends in Ecology and Evolution, vol. 23, no. 9, S. 473–478, 2008